# Бернфельд, Симон
Симон Бернфельд (нем. Simon Bernfeld; 1860—1940) — немецкий историк, публицист и раввин; один из авторов Еврейской энциклопедии Брокгауза и Ефрона.

## Биография
Симон Бернфельд родился  6 января 1860 года в Станиславе (ныне Ивано-Франковск, Украина) Отец Бернфельда, знаток Талмуда и раввинской письменности, дал ему обычное религиозное воспитание. С малых лет проявляя большую любознательность, Бернфельд без посторонней помощи стал изучать языки и общеобразовательные предметы. Любимым его предметом была история, и в литературе он дебютировал на столбцах «Hamagid» (1879, № 22) исторической статьей об изгнании евреев из Нюрнберга, за которой последовал ряд других работ. 
В конце 1879 году Бернфельд стал главным сотрудником «Hakol’а» в Кёнигсберге. Год спустя он переехал в Бреславль, где, живя в тяжелых материальных условиях, занимался самообразованием; в 1882 году поступил в Кенигсбергский университет, а в 1885 году защитил в Берлинском университете докторскую степень. Бернфельд и в студенческие годы проявлял усиленную журналистскую деятельность, принимая близкое участие в еженедельнике «Hamagid» (1881—1884) и в периодическом печатном издании «Наmelitz» (1885). 
В 1886 году Симон Бернфельд был приглашен в Белград за пост главного раввина сефардской общины. 
В 1887 году Бернфельд закончил свою первую обширную литературную работу, монографию об Аврааме ибн Эзра (напечатана в «Haassif», IV), за которой последовали «Dor holech wedor ba» («К истории еврейской культуры», 1887), «Kore ha-Doroth» (очерк по истории развития иудаизма, 1888) и монография ο Саадии Гаоне (1892). 
Не находя нравственного удовлетворения в раввинской деятельности, С. Бернфельд в 1894 году покинул свое почётное положение в Белграде и, посвятив себя всецело литературе, переселился в Берлин, где начался наиболее плодотворный период его литературной деятельности.  
В 1897—1899 гг. фирма «Ахиасаф» издала его капитальный труд «Daat Elohim», в котором Бернфельд дал историю еврейской религиозной философии начиная с библейской эпохи. В целом ряде монографий — «Dor chacham» («Мудрое поколение», 1896), «Dor tahapuchot» («Эпоха переворотов», 1897), «Toldoth ha-reformation» («История еврейской религиозной реформации», 1900) — Бернфельд дал историю идейных течений в еврействе с эпохи Мендельсона до второй половины XIX века. 
Некоторым выдающимся деятелям этого времени Симон Бернфельд посвятил специальные исследования: «Toldoth schir» («С. И. Рапопорт, его жизнь и литературная деятельность», 1899); «Ach rachok» (ο Генрихе Гейне, Haschiloach, III), «Michael Sachs» (1900), «Gabriel Riesser» (1901), «Torat Chajim» (учение X. Штейнталя, Haschiloach, VI). 
В 1898—1899 гг. в издании «Тушия» появились монографии Бернфельда по средневековой истории: «Muchamad» и «Toldoth massaei ha-zelaw» (история крестовых походов). 
На немецком языке Бернфельд издал: «Juden u. Judentum im neunzehnten Jahrhundert» (в серии Am Ende des Jahrhunderts, 1898), «Der Talmud, sein Wesen, seine Bedeutung und seine Geschichte» («Талмуд, его сущность, значение и история», 1900; русский перевод Г. Генкеля); «Kämpfende Geister im Judentum» («Борцы духа в еврействе»). Полный немецкий перевод Библии, изданный Бернфельдом в 1902 году, встретил в научном мире довольно положительные отзывы. 
В 1907 году Бернфельд принял активное участие в создании культурно-национального учреждения «Sinai» и редактировал издаваемый на средства последнего научно-литературный сборник «Haatid», где появилась историко-критическая работа Б. «Hajahduth ha-leumith» («Национальный иудаизм»). 
Перечисленные произведения дают далеко не полное представление об исключительной продуктивности Бернфельда. Сотни его историко-критических работ и публицистических статей рассеяны по разным еврейским и немецко-еврейским журналам. Обладая талантом популяризатора, обширной эрудицией и изящным, легким слогом, Бернфельд существенно содействовал распространению исторических знаний в широких слоях читателей.
Симон Бернфельд умер 3 февраля 1940 года в городе Берлине и был похоронен на Еврейском кладбище Вайсензе.
Был женат на Анне Левин (Anna Lewin; 1861-1940); их сын Иммануил (род. в 1889), стал жертвой Холокоста; в 1941 году был убит в концентрационном лагере Маутхаузен.